# Omar Pene
Omar Pène (* 28. Dezember 1955 in Dakar, Senegal) ist ein senegalesischer Mbalax-Sänger und Komponist.

## Karriere
In Senegal ist Pène eine Legende, wird gar als einer der wichtigsten Sänger des Schwarzen Kontinents gesehen. 1974 gründete er die Band Super Diamono de Dakar. Seine Musik ist geprägt von seinem melancholisch-kräftigen Timbre. Die Texte der Musik haben häufig sozialkritischen Charakter. Pène beeinflusste mindestens ebenso sehr wie Youssou N’Dour die westafrikanische Popmusik. In Europa allerdings blieb ihm der große Durchbruch bislang versagt.
Omar Pène wurde 1998 vom kanadischen Fernsehsender CFTV zum „Besten Afrikanischen Musiker“ nominiert und gewann im selben Jahr die „Goldene Kora“ in Johannesburg.

## Diskografie

### Alben
- 1984: Mam
- 1984: Ndaxami
- 1984: Greedy Dayaan
- 1986: Cheikh Anta Diop
- 1987: Encore
- 1994: Fari
- 1996: 20 Anos Deja
- 1997: Nila
- 1997: Tiki Tiki
- 1997: Direct from Dakar
- 1998: Nanga Def
- 2005: Myamba
- 2009: Ndam
- 2011: Ndayaan
- 2021 : Climat[1]

### Kompilationen
- 2001: 25 Ans

### Vertreten auf
- 1998: Prestige des Musiques Africaines: Senegal
- 1998: Prestige des Musiques Africaines
- 1998: Music in My Head
- 1999: Rendez Vous: senegal Compil
- 2001: Spirit of Africa Real World
- 2004: Café Africa: Sun, Savannahs and Safaris